# Wichtiges Kulturgut Japans

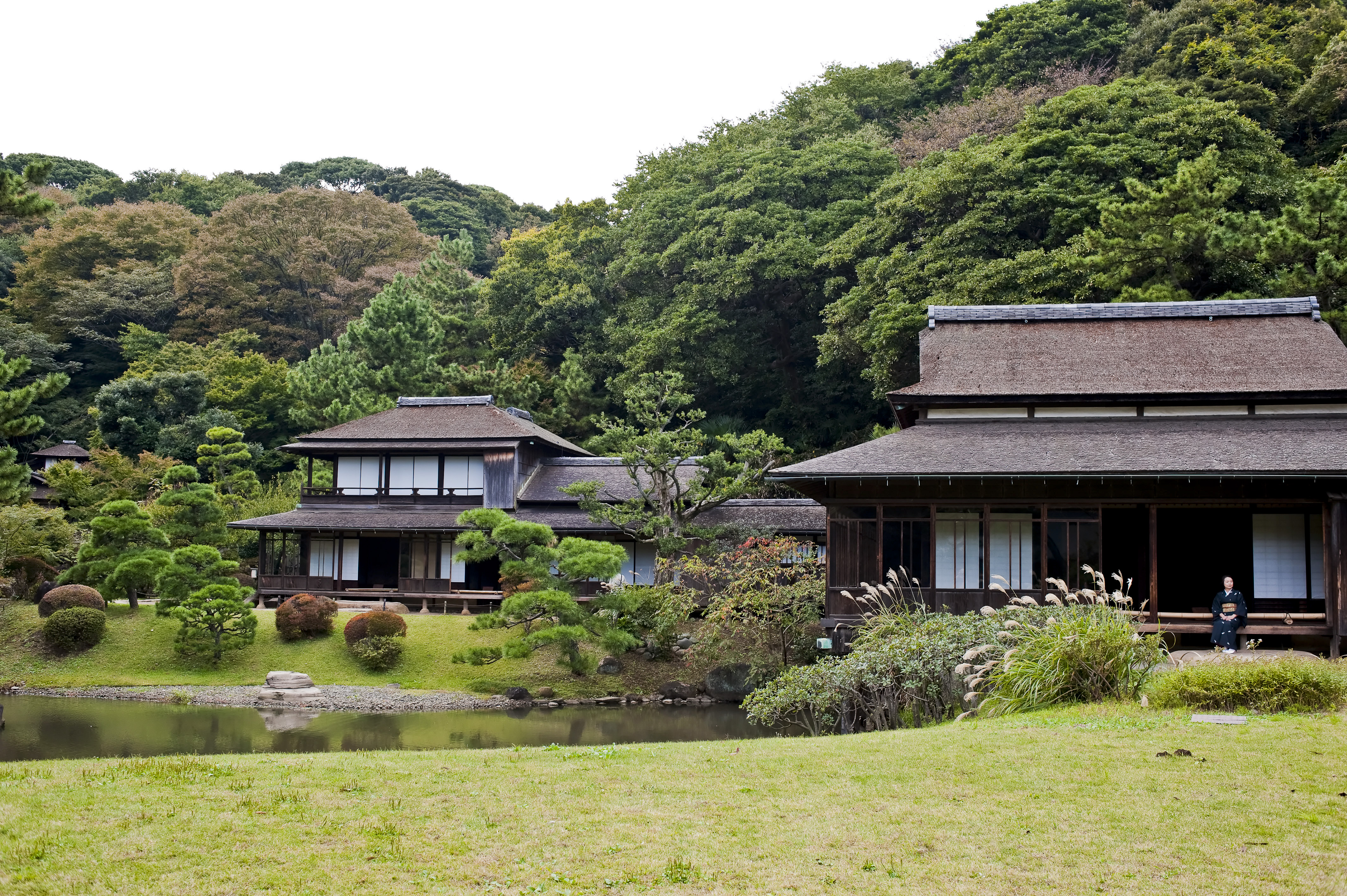
Der japanische Garten Sankei in Yokohama

Wichtiges Kulturgut Japans (jap. 重要文化財, Jūyō Bunkazai oder kurz Jūbun 重文) ist eine amtliche Klassifikation von Kulturgütern, die vom Amt für kulturelle Angelegenheiten vorgenommen wird. Man unterscheidet in Japan zwischen „materiellen“ (有形文化財, Yūkei bunkazai, engl. Tangible Cultural Properties) und „immateriellen Kulturgütern“ (無形文化財, Mukei bunkazai, engl. Intangible Cultural Properties). Die Ernennung erfolgt, wenn ein materielles Kulturgut eine „wichtige und besondere Bedeutung“ besitzt. Dabei muss das Kulturgut für die Ernennung einen Kriterienkatalog erfüllen und ein gesetzlich geregeltes Ernennungsverfahren durchlaufen. Wichtige Kulturgüter können zudem zum Nationalschatz erhoben und damit in ihrer Bedeutung weiter hervorgehoben werden.

## Klassifikation
Um Japans Kulturerbe zu schützen, wurde im Mai 1950 das Kulturgutschutzgesetz (文化財保護法, Bunkazai hogohō, engl. Law for the Protection of Cultural Properties) erlassen. Mit dem Gesetz wurde ein „Verfahren zur Ernennung“ (指定制度, Shiteiseido) von Kulturgütern geschaffen, das zudem Beschränkungen für die Veränderung, Reparatur und Ausfuhr von Kulturgütern festlegte.
Neben dem Ernennungsverfahren existiert noch ein „Registrierungsverfahren“ (登録制度, Tōrokuseido) durch das ein geringes Maß an Schutz und Betreuung gewährleistet wird. Das heißt, ein Kulturbesitz durchläuft zunächst das Registrierungs-, dann das Ernennungsverfahren, um den Status eines offiziellen Kulturgutes zu erhalten. Dabei wird zwischen materiellen und immateriellen Kulturgütern unterschieden. Die materiellen Kulturgüter, wie Bauwerke, Gemälde, Skulpturen, alte Bücher, historische Dokumente und archäologische Funde können weiterhin zu „wichtigen Kulturgütern“ ernannt werden. Als wichtige Kulturgüter werden sie in drei Klassen: städteweit (市定重要文化財, Shijō Jūyō Bunkazai), präfekturweit (県定重要文化財, Kenjō ~) oder landesweit (国定重要文化財, Kokujō ~) wichtige Kulturgüter eingeteilt. Die Zuordnung zu den Klassen ist kumulativ, nicht ausschließend. So ist beispielsweise der japanische Garten „Sankei-en“ in Yokohama als städte- und landesweit wichtiges Kulturgut eingestuft.
Wichtige Kulturgüter können zuletzt auch zum Nationalschatz erhoben werden.

### Hinweise
1. Bei Tempelanlagen, Burgen usw. wird jedes einzelne Bauwerk gesondert klassifiziert, nie das Ensemble als Ganzes.
2. Es gibt circa 100 chinesische Bildrollen der Song/Yüan-Zeit, die als „wichtig“ klassifiziert sind. Darunter befinden sich auch einige Nationalschätze.

## Einige Wichtige Kulturgüter

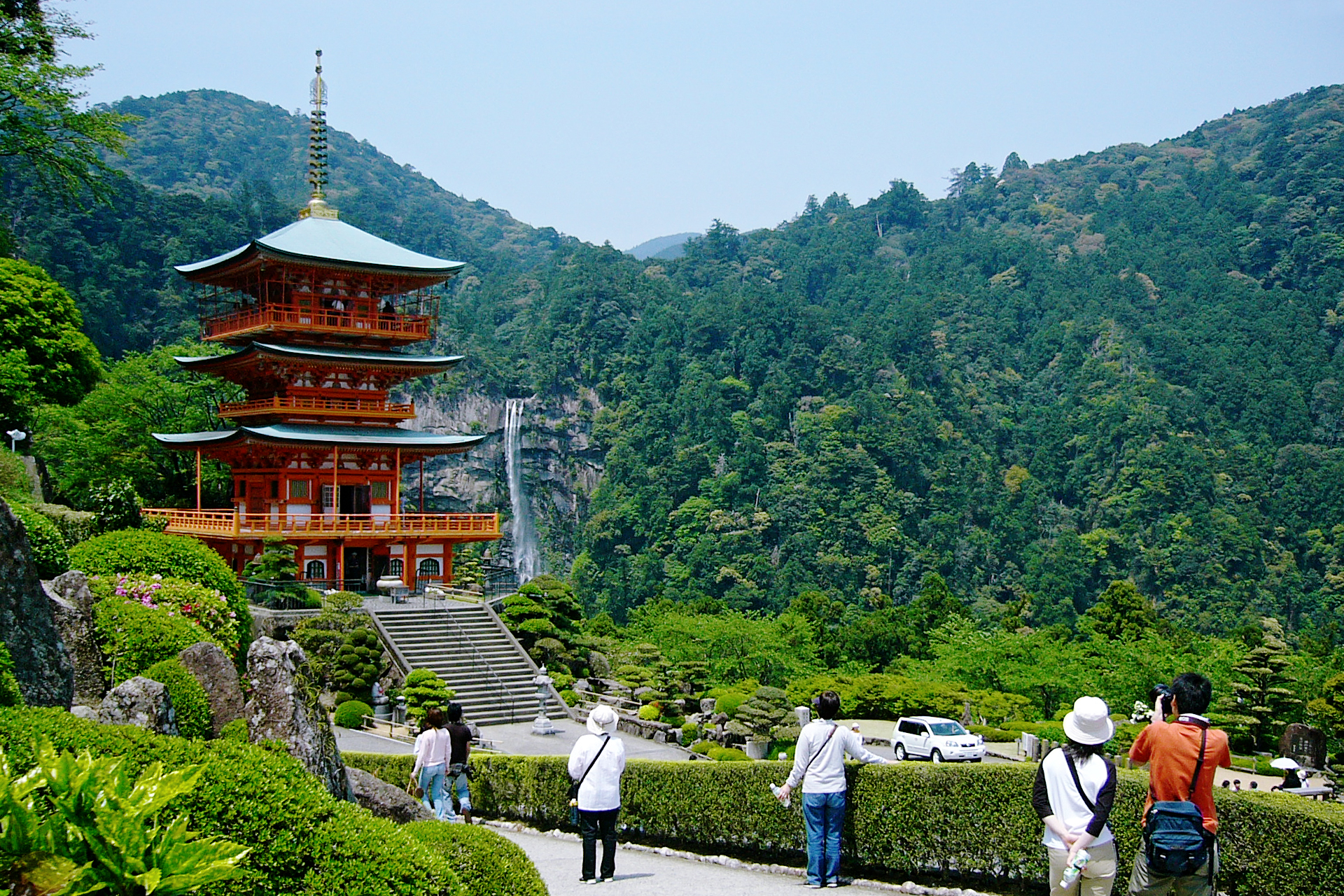
Tempel Seiganto-ji in der Präfektur Wakayama
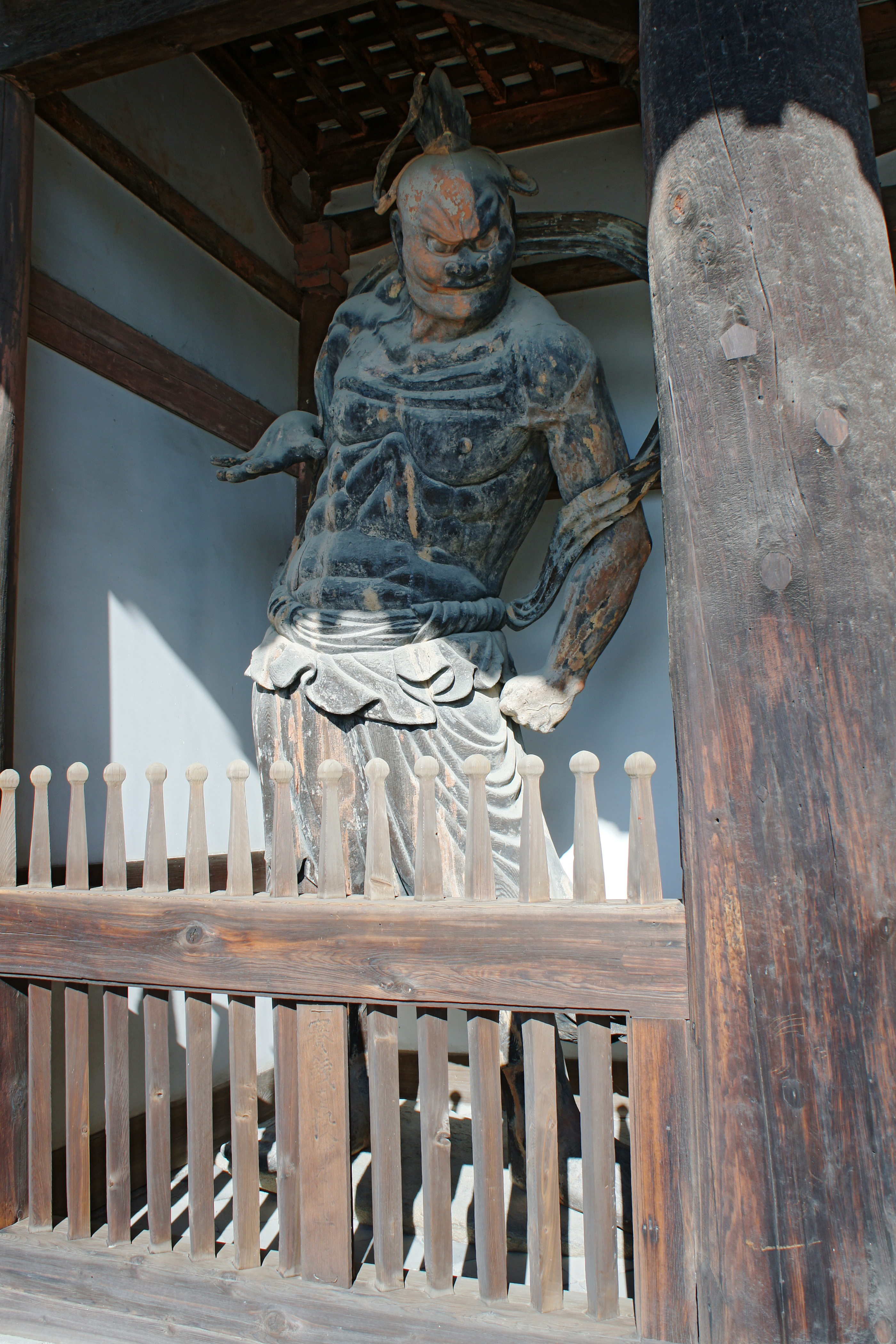
Eine Schutzfigur, Niō, im Hōryū-ji, Nara
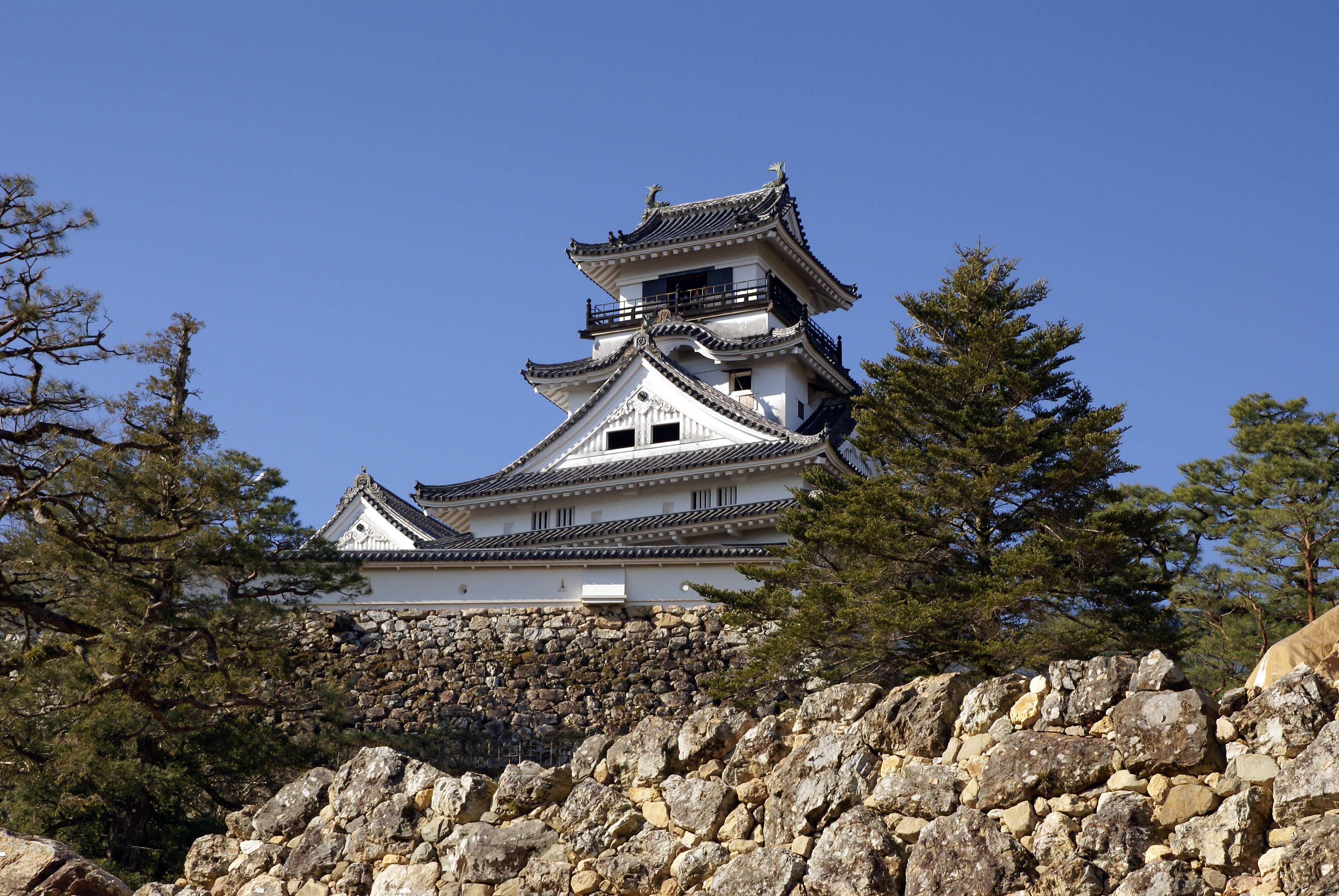
Burg Kōchi in Kōchi
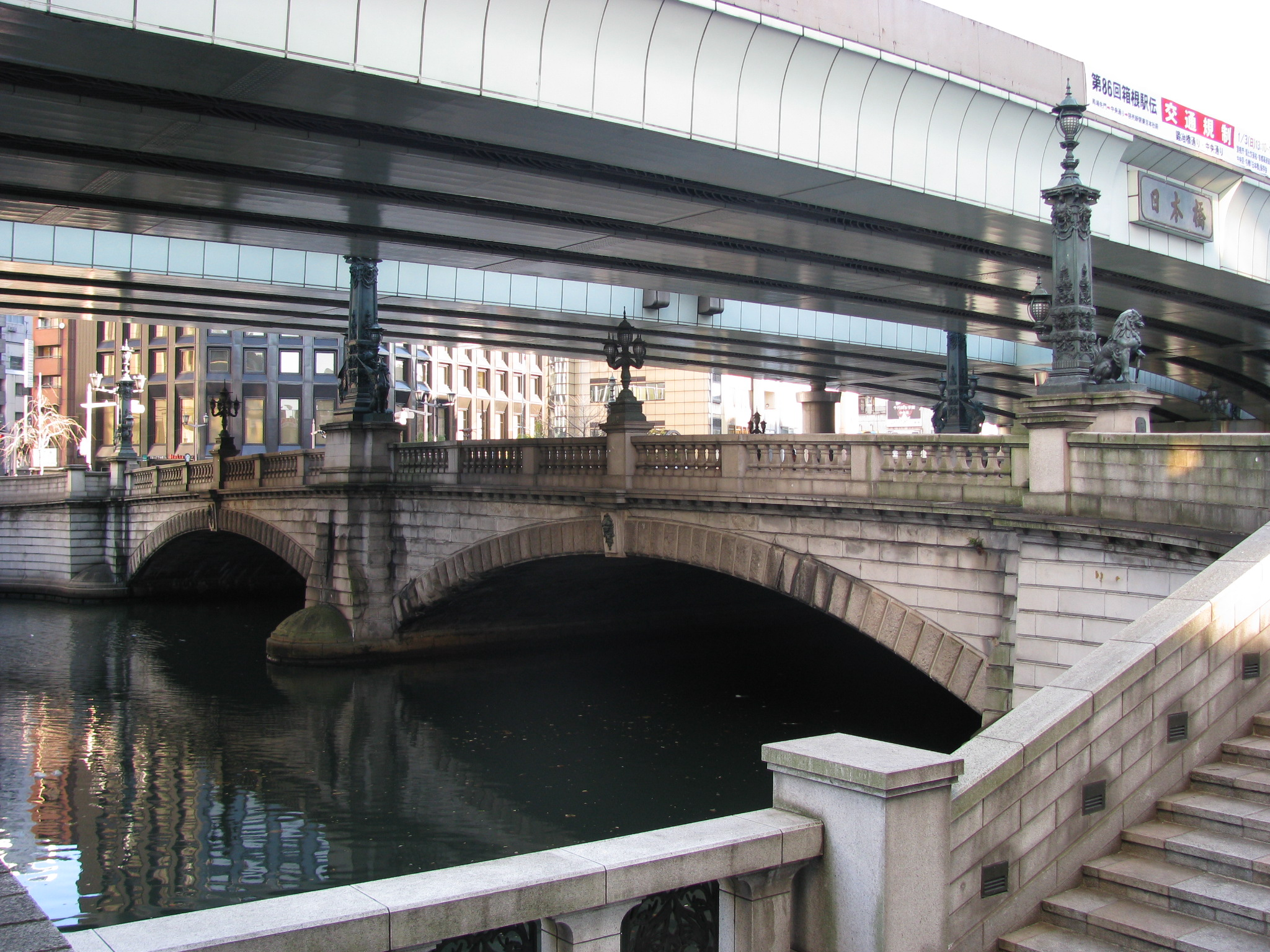
Nihonbashi in Tokio
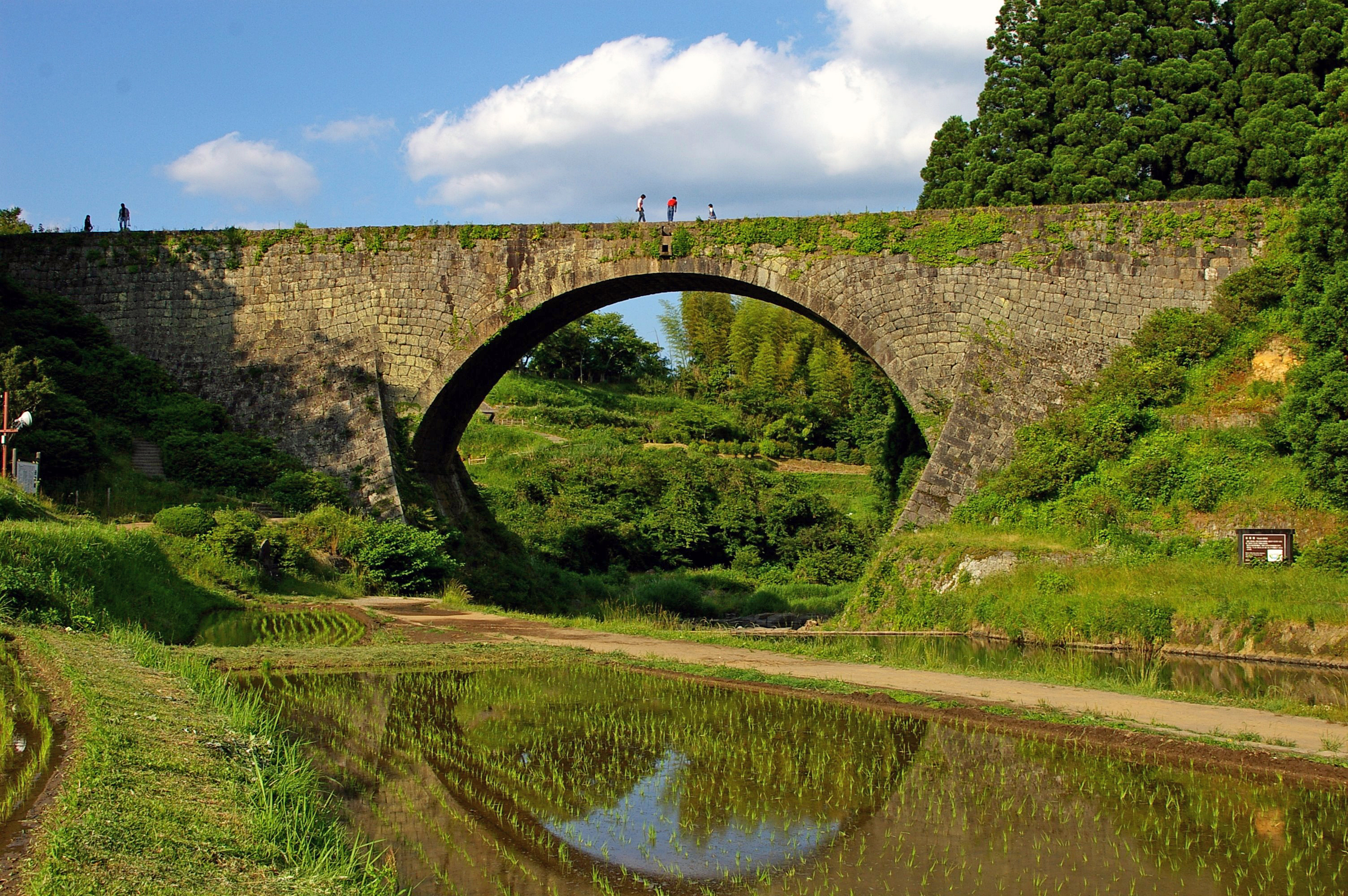
Tsūjun Brücke, Präfektur Kumamoto
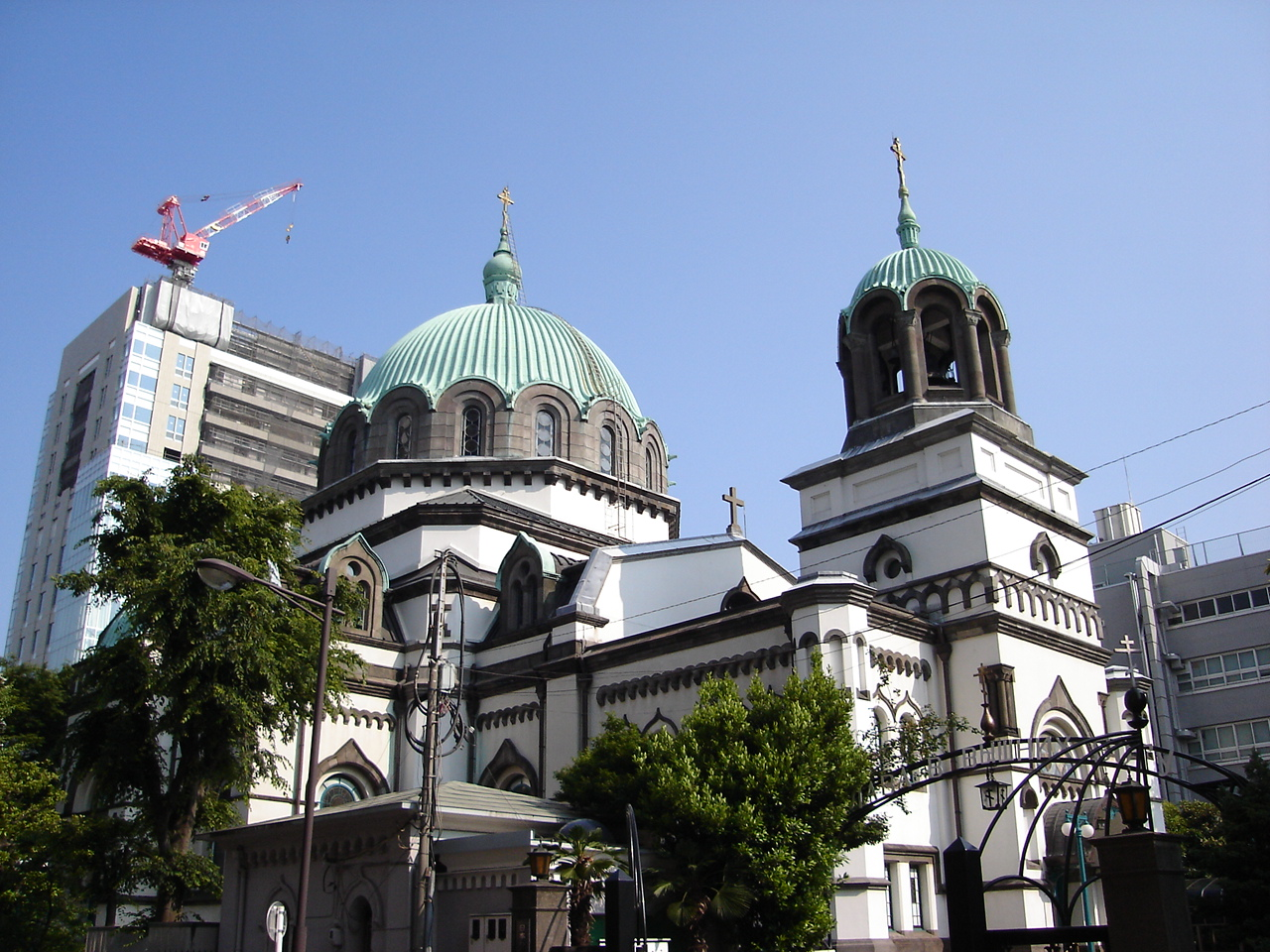
Auferstehungskathedrale in Tokio
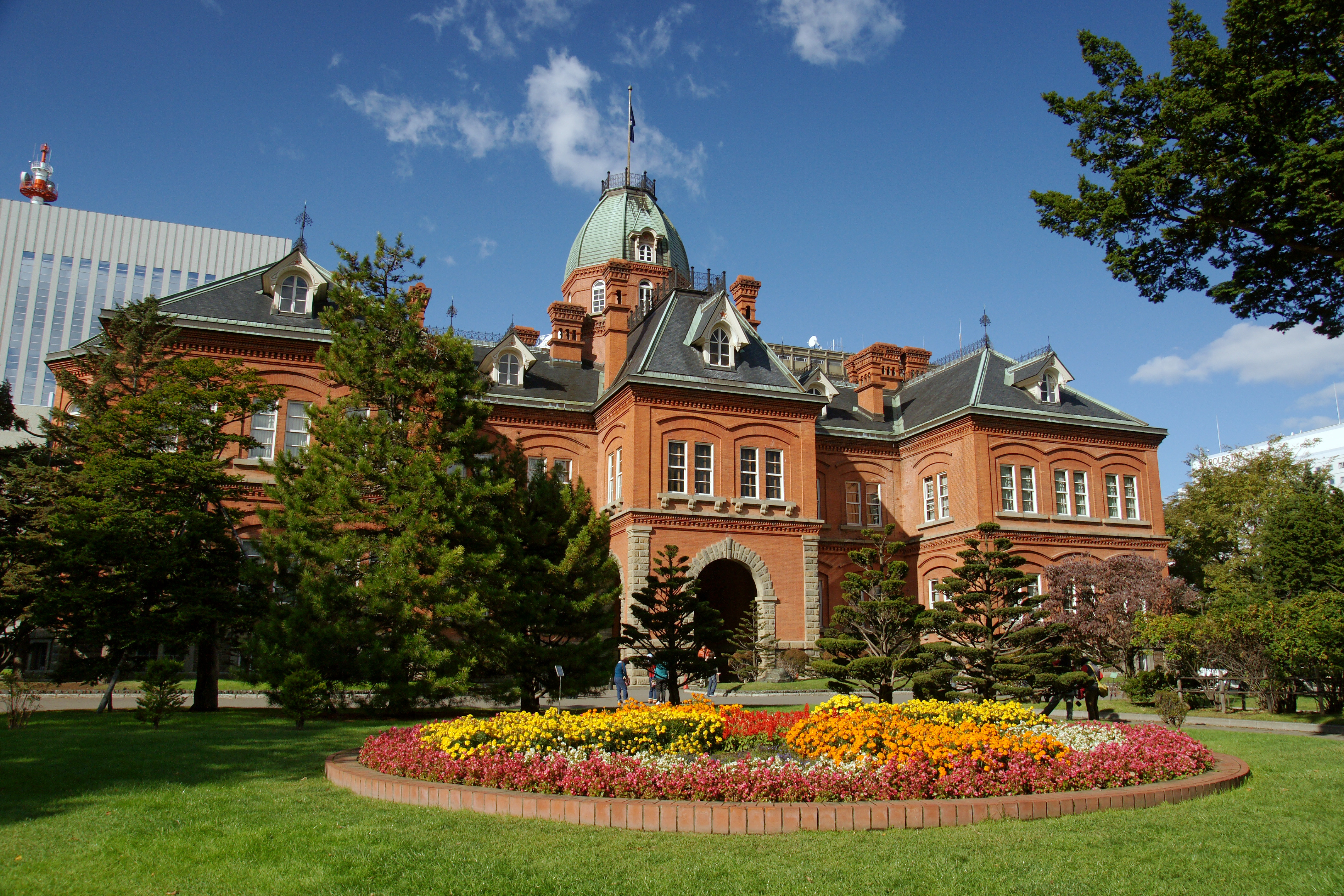
Früheres Amtsgebäude auf Hokkaido
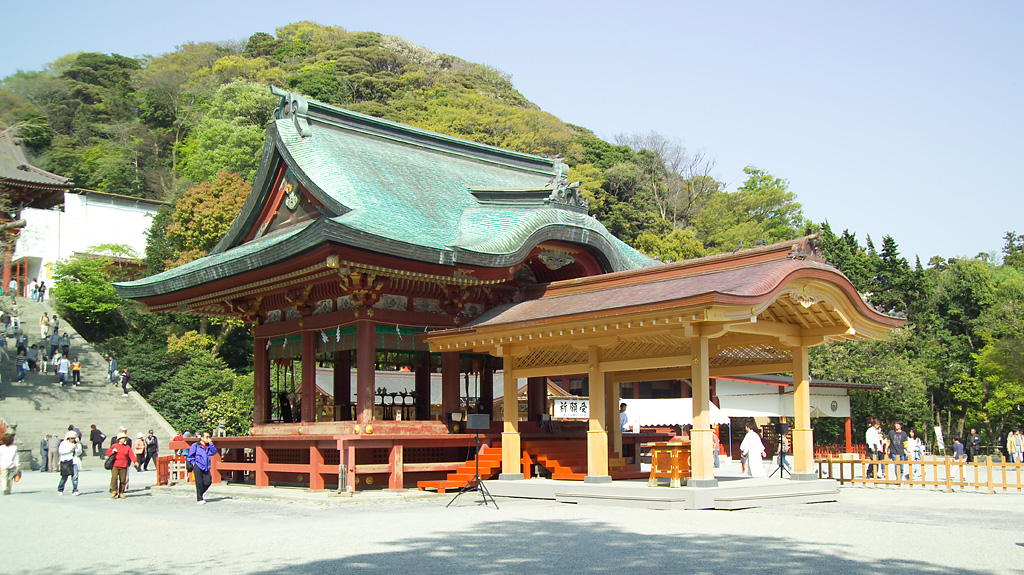
Schrein Tsurugaoka Hachiman-gū in Kamakura in der Präfektur Kanagawa